# Glavočić veleljuskaš trećeperac
Glavočić veleljuskaš trećeperac (lat. Thorogobius macrolepis) riba je iz porodice glavoča (lat. Gobiidae). Ova vrsta glavoča naraste do 6,5 cm duljine. Kod nas je pronađen na nekoliko lokacija u okolici Splita. Blijedo je smeđe boje, sa svjetlijim trbušnim dijelom. Tijelo mu je prekriveno brojnim mrljama, koje su na boku smeđe boje, a žućkaste kako se približavaju leđnoj peraji. Sve peraje su vrlo svijetle do prozirne. Ime trećeperac je dobio po izduženijoj trećoj šipčici leđne peraje.

## Rasprostranjenost
Glavočić veleljuskaš trećeperac živi samo u zapadnom dijelu Mediterana uključujući i Jadran.

## Vanjske poveznice
|  | Zajednički poslužitelj ima još gradiva o temi Thorogobius macrolepis |
|  | Wikivrste imaju podatke o taksonu Thorogobius macrolepis             |